# Pseudaphya ferreri
Il ghiozzo di Ferrer o ghiozzetto pelagico (Pseudaphya ferreri) è un pesce di mare appartenente alla famiglia Gobiidae.

## Distribuzione e habitat
Endemico del mar Mediterraneo.
Vive vicino alla costa ma ha abitudini pelagiche, si ritrova soprattutto in baie e cale riparate con fondi sabbiosi a profondità non superiori a 10 m.

## Descrizione
Si riconosce a prima vista per gli occhi molto grandi, per le piccolissime dimensioni, per il corpo slanciato e per la caratteristica livrea a macchie bianche e nere su fondo trasparente. È sempre presente una macchia nera alla base del peduncolo caudale. La pinna caudale ha bordo tronco e non arrotondato come la generalità dei Gobiidae.
È un pesce minuscolo, mediamente lungo sui 3 cm.

## Biologia
Vive sempre in acque libere e non si posa mai sul fondo. Gregario, spesso si associa a stadi giovanili di altri Gobiidae.